# شهاب‌الدین مرجانی

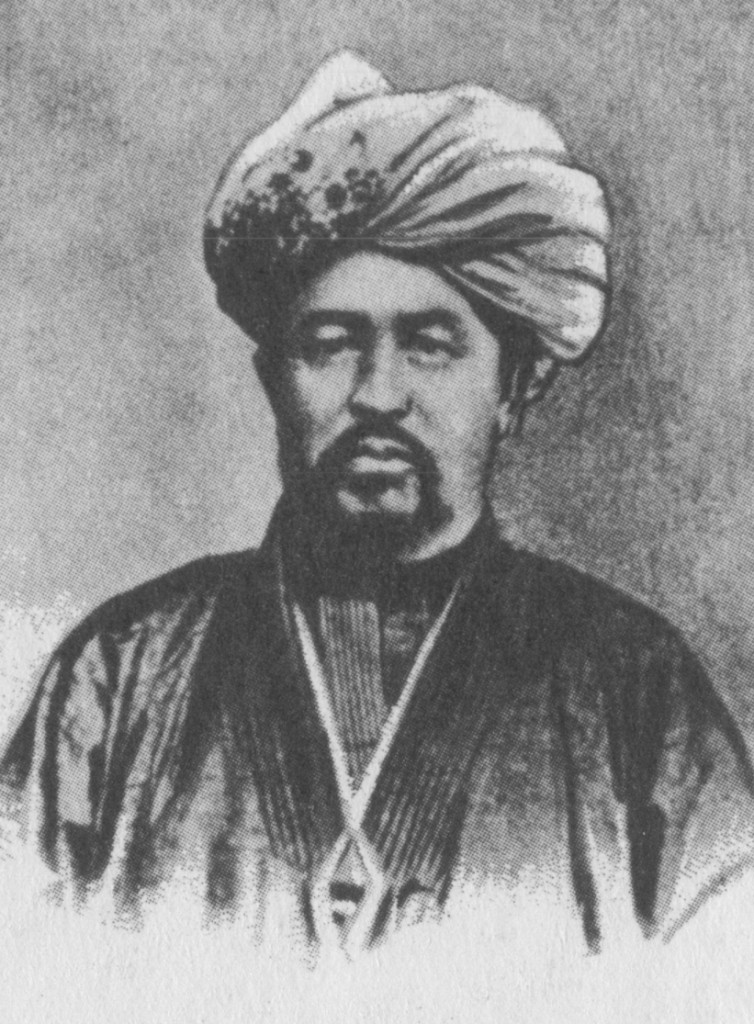
شهاب‌الدین مرجانی

شهاب‌الدین مرجانی (به روسی: Шигабутдин Марджани) در ۱۶ ژانویه سال ۱۸۱۸ در شهر قازان، در دوران امپراطوری روسیه به دنیا آمد.
او تحصیلات مقدماتی خود در قازان به اتمام رساند و در ۱۷ سالگی برای تحصیلات عالی به شهرهای بخارا و سمرقند در آسیای مرکزی رهسپار گردید. او در سال ۱۸۴۸ پس از یازده سال تحقیق و تحصیل به قازان بازگشت و در مسجد مدرس قازان به امام جماعت منصوب شد.
در سال۱۸۶۷ از طرف مجمع اسلامی مسلمانان قفقاز (ولگا و اورال) به عنوان رهبر دینی منطقه قازان انتخاب گردید. قازان در آن دوران یکی از معتبرترین و بزرگترین مراکز دینی منطقه قفقاز بشمار می‌رفت.

## فعالیت‌ها
او در طی دوران رهبری خود با روابط دوستانه و مثبت با مسئولان سکولار حکومتی برقرار نمود. از دستاوردها او در طی این سالها می‌توان به چاپ اولین نسخه قرآن در شهر قازان اشاره نمود. از دیگر کارهای مهم او به جمع‌آوری پول برای سازماندهی آن برای مردم زلزله زده قفقاز، ایجاد دفاتر ثبت گزارش‌ها تولد، ازدواج و مرگ برای مسلمان و تعامل و همکاری با سازمان‌های دولتی در امور قضایی (دادگاه‌ها) می‌توان اشاره کرد.
او در سال ۱۸۷۰ کتابی با عنوان ((الحضرت الحق)) منتشر کرد. او در کتاب به مسائل مهم اجتماعی و نظراتی در مورد اصلاح و بازبینی در بعضی مسائل اسلامی اشاره کرده‌است. این کتاب شهرت او را نه تنها در بین مسلمانان قفقاز بلکه در بین مسلمانان آسیای مرکزی نیز گسترش یافت.

## عقاید و دیدگاه
یکی از آروزهاو ایده‌های روشنکفرانه مرجانی در رابطه با پیشرفت علمی و اجتماعی جامعه تاتار بود. به عقیده او یکی از ابزار مهم در آموزش و بالا بردن سطح فرهنگ جامعه مسلمان تاتار و اصلاح سیستم آموزش و پرورش و تغییر به سیستمی نوین و مستقل می‌باشد.
او سیستم آموزش و پرورش را قدرتمندترین ابزار پیشرفت برای نجات مردم از خواب زمستانی می‌دانست. وی همیشه سعی در یافتن پاسخ مسائل مطروحه در جامعه امروزی و توسعه یافته تاتار بود و عقیده داشت جهت بالابردن سطح اجتماعی و علمی، سیاسی و فرهنگی جامعه بایستی تمدنی مدرن وجود داشته باشد.
او حدود ۳۰ اثر از خود برجای گذاشت که عمدتاً به زبان عربی منتشر شده‌است. دیدگاههای فکری و فلسفی مرجانی باعث شده در کشورها حوزه قفقاز و آسیای مرکزی به عنوان استاد، رهبر دینی، مورخ، فیلسوف و یک پدیده شگرف و قابل توجه در تاریخ آن کشورها باقی بماند.
او در ۱۸ آوریل سال ۱۸۸۹ در ۷۱ سالگی در شهر قازان دیده از جهان فرو بست.